# آیریلیک چشمسی (متروی استانبول)
آیریلیک چشمسی (انگلیسی: Ayrılık Çeşmesi) یکی از ایستگاه‌های خط ام۴ متروی استانبول است.
این ایستگاه که در منطقه قاضی‌کوی قرار دارد در سال ۲۰۱۳ تأسیس شده‌است.